# Cộng Hiền
Cộng Hiền là một xã thuộc huyện Vĩnh Bảo, thành phố Hải Phòng, Việt Nam.
Xã Cộng Hiền có diện tích 6,54 km², dân số năm 1999 là 6857 người, mật độ dân số đạt 1048 người/km².
Các thôn: Hà Dương, An Quý, Hạ Đồng, Hạ Am và Cống Hiền.
Vị trí địa lý
Phía bắc của xã Cộng Hiền giáp xã Thanh Lương, phía đông bắc giáp xã Liên Am, phía đông giáp xã Cao Minh, phía tây bắc giáp xã Đồng Minh, phía tây giáp xã Tiền Phong, phía tây nam giáp xã Vĩnh Phong, phía nam giáp tỉnh Thái Bình. Cạnh phía nam của xã Cộng Hiền là sông Hoá.
Theo Kế hoạch sử dụng đất năm 2022 huyện Vĩnh Bảo được UBND TP Hải Phòng phê duyệt ngày 1/6, xã Cộng Hiền có một dự án sẽ thu hồi đất để triển khai, đó là: Xây dựng cơ sở hạ tầng Dự án đấu giá quyền sử dụng đất vào mục đích làm nhà ở tại thôn An Quý, xã Cộng Hiền.